# Рик Неш
Рик Неш (енгл. Rick Nash; Брамптон, 16. јун 1984) професионални је канадски хокејаш на леду који игра на позицији левокрилног нападача.
На улазном НХЛ драфту одржаном у јуну 2002. као првог пика одабрала га је екипа Коламбус блу џакетса са којом је свега месец дана потписао професионални уговор. Након 9 сезона проведених у редовима тима из Коламбуса, у лето 2012. прелази у екипу њујоршких Ренџерса где и данас игра.
Са сениорском репрезентацијом Канаде освојио је једну златну и две сребрне медаље на светским првенствима, те два злата на Зимским олимпијским играма (2010. и 2014).

## Клупска каријера
Рик Неш је играчку каријеру започео 1999. године као петнаестогодишњак у редовима омладинске екипе Торонто марлборос у јуниорској лиги Торонта. Захваљујући одличним партијама које је пружао током те сезоне (чак 61 гол и 54 асистенције у 34 утакмице) прометили су га скаути јуниорске екипе Лондон најтса и већ наредне сезоне прелази у лондонски тим који се такмичи у хокејашкој лиги Онтарија (најважнијем рангу такмичења за играче до 21 године). И у новој екипи Неш је наставио са одличним партијама, што му је отворило врата НХЛ драфта. На улазном НХЛ драфту који је одржан у Торонту 22. и 23. јула 2002. Рик Неш је одабран као први пик од стране америчке екипе Блу џакетси из Коламбуса у Охају.
Непуна три месеца касније дебитовао је за амерички тим у НХЛ лиги, и већ на првој утакмици у сезони играној 10. октобра 2002. против Блекхокса постигао је и свој први професионални погодак у каријери (победа Џакетса од 2:1). Неш је захваљујући том голу постао тек 8. играч у НХЛ историји који је у дебитантској утакмици као први пик са драфта постигао погодак, и први после легендарног Марија Лемјуа који је исту ствар направио 1984. године. Дебитантску НХЛ сезону окончао је са 17 голова и 24 асистенције, што му је донело номинацију за најбољег дебитанта лиге и место у идеалној дебитантској постави.
Већ наредне сезоне (сезона 2003/04) знатно је поправио свој шутерски учинак и захваљујући чак 41 постигнутом голу проглашен је за најбољег шутера лиге (Морис Ришаров трофеј је поделио са Иљом Коваљуком и Џеромом Игинлом). Са само 19 година у то време Неш је постао најмлађи играч у историји лиге који је проглашен за најбољег стрелца у сезони, а исте сезоне био је делом првог тима западе конференције на ол-стар утакмици.
Како због штрајка играча (локаут) НХЛ сезона 2004/05. није одиграна Неш је поменуту сезону провео у швајцарском НЛА лигашу Давосу са којим је освојио титулу националног првака и Шпенглеров куп 2004. године. Припало му је и појединачно признање за најбољег нападача лиге.
Непосредно пред наставак такмичења у НХЛ лиги у сезони 2005/06. Неш је продужио уговор са Џакетсима на 5 година, а вредност новог уговора износила је 27 милиона америчких долара (просечно 5,4 милиона долара по сезони). Иако је због повреде колена пропустио 28 утакмица у првом делу сезоне, сезону је окончао са укупно 54 поена на 54 утакмице.
Гол који је постигао на утакмици против Којотса играној 17. јануара 2008. у ситуацији 1 на 3 када је успео да „заобиђе“ два одбрамбена играча и голмана противничког тима проглашен је за најбољи погодак те сезоне, док је погодак који је постигао у 12. секунди Ол-стар сусрета играног 27. јануара у Атланти ушао у историју као најбржи гол икада у ол-стар сусретима (на тој утакмици је постигао хет-трик). Непосредно пре краја те сезоне у којој је поставио лични рекорд од 69 поена изабран је за 5. по реду капитена екипе Блу џакетса.
У сезони 2008/09. екипа Блу џакетса је предвођена Нешом као капитеном тима по први пут у клупској историји успела да избори пласман у плеј-оф за трофеј Стенли купа, у којем су ипак поражени већ у првој рунди од стране Ред вингса. У лигашком делу те сезоне Неш је поново поправио лични рекорд на 79 поена (40 голова и 39 асистенција). По окончању сезоне, у јулу 2009. продужио је уговор са клубом на 8 година и у вредности од 62,4 милиона долара.
Због серије лоших резултата, али и финансијских проблема који су задесили екипу на почетку сезоне 2011/12., тим из Коламбуса је био присиљен да се одрекне услуга прве звезде свог тима. Неш је заједно са Стивеном Делајлом и правом на трећи пик на драфту 2013. прослеђен у редове Њујорк ренџерса, у замену за Артјома Анисимова, Брендона Дубинског и Тима Ериксона.
Због локаута на почетку сезоне 2012/13. Неш се поново враћа у екипу Давоса у којој је пре повратка у Њујорк одиграо 17 утакмица. Сезону 2013/14. у Ренџерсима „отворио је“ са три асистенције у 2 утакмице, а због теже повреде коју је зарадио на утакмици против Шаркса 8. октобра 2013. пропустио је 17 утакмица свог тима. Први погодак у тој сезони постигао је тек 21. новембра, у победи против Старса од 3:2.

## Репрезентативна каријера
Први значајнији наступ за национални тим Канаде остварио је на светском првенству 2002. за играче до 21 године, где је Канада освојила сребрну медаљу, а Неш остварио учинак од 3 поена.
За сениорску репрезентацију дебитовао је на Светском првенству 2005. у Аустрији, на којем је са 9 голова и 6 асистенција дао велики допринос у освајању сребрне медаље. До прве златне медаље са репрезентацијом дошао је на СП 2007. у Русији. Канада је у финалу савладала селекцију Финске са 4:2, а Рик Неш је проглашен за најкориснијег играча турнира и уврштен у идеалну поставу првенства. Иако је и на следећем првенству чији је домаћин била Канада уврштен у идеални тим првенства, селекција Канаде није успела да одбрани златну медаљу пошто је у финалу поражена од Русије са 4:5 након продужетка. У финалној утакмици Неш је током продужетка случајно испуцао пак на трибине због чега је искључен на два минута, а руски играчи су искористили бројчану предност и постигли победнички погодак. Неш је на 9 одиграних утакмица на том првенству постигао 6 голова и 7 асистенција.
На светском првенству 2011. именован је за капитена националне селекције.
У три наврата је био део канадског олимпијског тима, и то на ЗОИ 2006, 2010. и 2014. године, а са Игара 2010. у Ванкуверу и Игара 2014. у Сочију вратио се са златном олимпијском медаљом и титулом олимпијског победника.